# Heterhydrus ghanensis
Heterhydrus ghanensis är en skalbaggsart som beskrevs av Wewalka 1980. Heterhydrus ghanensis ingår i släktet Heterhydrus och familjen dykare. Inga underarter finns listade i Catalogue of Life.